# 距翅雁
距翅雁（Plectropterus gambensis），又名直翅鵝，是一種分佈在撒哈拉以南非洲濕地的鴨科。

## 特徵
距翅雁長75-115厘米，平均重4-6.8公斤，有時可以達10公斤，雄鳥較雌鳥大。牠們是非洲最大的水鳥，也是世界上平均最大的鵝。牠們主要是黑色，面部白色，翼上有很大的白色斑紋。其指名亞種P. g. gambensis的腹部及兩側有很大片白色，而另一個在贊比西河的亞種P. g. niger，腹部只有小片的白色。
雄鳥不單較雌鳥大，面上也有較大片的紅色，上頜的基底有一個瘤。
距翅雁的翼上有距，其用途不明。

## 生態
距翅雁會在水邊的叢林中築巢，有時也會利用樹孔、其他洞穴及鎚頭鸛的巢。牠們是很寂靜的鳥類，只會在飛行發出輕哨聲。
距翅雁的數量豐富，且是群居的。牠們會在地上覓食，日間主要會在水邊休息。

## 保育
距翅雁是《非洲-歐亞大陸遷徙水鳥保護協定》所保護的物種之一。